# Euxoga senilis
Euxoga senilis är en fjärilsart som beskrevs av Paul Dognin 1914. Euxoga senilis ingår i släktet Euxoga och familjen tandspinnare. Inga underarter finns listade i Catalogue of Life.